# Condado de Heard
O Condado de Heard é um dos 159 condados do Estado americano de Geórgia. A sede do condado é Franklin, e sua maior cidade é Franklin. O condado possui uma área de 780 km², uma população de 11 012 habitantes, e uma densidade populacional de 14 hab/km² (segundo o censo nacional de 2000). O condado foi fundado em 22 de dezembro de 1830.